# Declinación del griego antiguo
La declinación del griego antiguo expresa numerosas relaciones gramaticales dentro de la oración. El griego antiguo es una lengua flexiva en la cual el sistema nominal (sustantivos, adjetivos, pronombres y determinantes) indica su función sintáctica por medio de sufijos:
|  |

## Casos

### Nominativo
El caso nominativo se utiliza principalmente con las funciones de sujeto y atributo. Sigue una lista detallada:
- Sujeto: ὁ παῖς παίζει, «el niño juega».
- Predicado (atributo): Κῦρος βασιλεὺς ἐγένετο, «Ciro fue rey».
- Exclamativo: Νήπιος, «¡Necio!».
- Vocativo: ὁ παῖς ἀκολούθει, «niño, sígueme»; Ζεῦ πάτερ, ᾿Ηέλιός τε, «¡oh, padre Zeus y Helio!»; ὦ φίλ' Αἴας, φίλος ὦ Μενέλαε, «¡oh, estimado Ayante; oh, estimado Menelao!».

### Vocativo
El caso vocativo se utiliza para apelar a la persona a la que se dirige la palabra:
- Vocativo: ὦ ἄνδρες ᾿Αθηναῖοι, «¡oh, atenienses!».

### Acusativo
El caso acusativo se utiliza principalmente con las funciones de complemento directo, predicativo y circunstancial de espacio o tiempo. Sigue una lista detallada:
- Sujeto de una oración de infinitivo: λέγει σε ἐλθεῖν, «dice que tú has venido».
- Complemento directo (objeto externo): τύπτω τὸν δοῦλον, «golpeo al esclavo»
  - Se utiliza con sentidos que en español son intransitivos:
    - beneficiar o perjudicar: ὁ Σωκράτης οὐδένα ἠδίκησεν, «Sócrates no fue injusto con nadie».
    - huir, escapar, esconderse: φεύγειν τὸν πατέρα', «huir de su padre».
    - tener un sentimiento (temor, vergüenza): εὐλαβοῦ ψόγο, «cuídate de los reproches».
- Complemento directo (objeto interno):
  - etimológico: μάχην ἐμάχοντο, «luchaban en una batalla».
  - de significado relativo al verbo: πόλεμον ἐστράτευσαν, «tomaron parte en una guerra».
  - determinación de un acusativo interno sobreentendido: γάμους ἑστιᾶν, «organizar un banquete de bodas»
  - con determinación adverbial: μέγα ψεύδεται, «miente ampliamente».
  - efecto de la acción verbal: ἕλκος οὐτάσαι, «producir una herida».
- Complemento directo (con dos acusativos): διδάσκω τοὺς παῖδας τὴν γραμματικήν, «enseño a los niños gramática».
- Complemento directo (con predicado): ἔλαβε τοῦτο δῶρον, «recibió eso como regalo».
- De relación: κεφαλὴν ἴκελος Διί, «parecido en la cabeza a Zeús».
- De extensión:
  - en el espacio: πλεῖν θάλασσαν, «navegar por el mar».
  - en el tiempo: ἔμεινεν ἡμέρας πέντε, «se quedó cinco días».
- Adverbial: τὴν ταχίστην, «por el [camino] más corto»; τέλος, «por fin».
- De dirección: ἧλθες ῎Αργος, «viniste a Argos».
- Absoluto: προσταχθὲν ἀναχωρῆσαι, «habiendo sido ordenada la retirada».

### Genitivo
El caso genitivo se utiliza principalmente con la función de complemento del nombre (posesión), aunque también toma parte de las funciones del antiguo caso ablativo. Sigue una lista detallada:
- Con sustantivos:
  - de parentesco: Σωκράτης ὁ Σωφρονίσκου, «Sócrates, el hijo de Sofronisco».
  - de propiedad: ἡ οἰκία τοῦ πατρός, «la casa del padre».
  - de materia: τεῖχος λίθου, «pared de piedra».
  - de contenido: δέπας οἴνου, «una copa de vino».
  - de precio: δοῦλος πέντε μνῶν, «un esclavo que vale cinco minas».
  - de autor:Δημοσθένους λόγος, «un discurso de Demóstenes».
  - de causa: γραφὴ κλοπῆς, «acusación de robo».
  - de calidad: πολίτου ἀρετή, «virtud ciudadana».
  - de denominación: ᾿Ιλίου πτολίεθρον, «la ciudad de Troya».
- Partitivo: πότερος τῶν ἀδελφῶν;, «¿cuál de los hermanos?».
- Subjetivo: ὁ φόβος τῶν πολεμίων, «el miedo que tienen los enemigos».
- Objetivo: ὁ φόβος τῶν πολεμίων, «el miedo que se tiene a los enemigos».
- Con adjetivos:
  - de pertenencia: νεὼς τοῦ ᾿Απόλλωνος ἱερός, «templo consagrado a Apolo»
  - de participación: μέτοχος τοῦ πόνου, «partícipe del trabajo».
  - de potencia: ἐγκρατὴς ἑαυτοῦ, «amo de uno mismo».
  - de plenitud: πλέος εὐφροσύνης, «lleno de alegría».
  - de conocimiento o memoria: ἔεμπειρος τῶν ὁδῶν, «conocedos de los caminos».
  - de precio o valor: πλείστου ἄξιος, «de gran valor».
- Con adverbios: πέραν τοῦ ποταμοῦ, «al otro lado del río»; πῶς ἔχεις δόξης;, «¿cómo tienes de opinión? [¿Qué opinas?]».
- Con verbos:
  - de participación: μετεῖχον τῆς ἑορτῆς, «participaban de la fiesta»; πίνειν τοῦ οἴνου, «beber vino».
  - de beneficio: ἀπολαύειν τοῦ βίου, «disfrutar de la vida».
  - de recuerdo o cuidado: ἐπιλανθάνεσθαι τῶν φίλων, «olvidarse de los amigos»; κήδεται ἑαυτοῦ, «cuida de sí mismo».
  - de tacto o inicio: λαμβάνειν τῆς χειρός, «coger de la mano»; ἄρχεσθαι τῆς παιδείας, «comenzar la educación».
  - de deseo u obtención: ἐραν τῶν ἀδυνάτων, «querer lo imposible»; τυγχάνειν τοῦ σκοποῦ, «alcanzar el objetivo».
  - de gobierno o poder: ἐβασίλευε τῶν Περσῶν, «reinaba sobre los persas».
  - de abundancia: εὐπορεῖν χρημάτων, «tener mucho dinero».
  - de juicio o acusación: ἀσεβείας κρίνειν, «juzgar de impiedad».
  - de compra o venta: πρίασθαι 'ταλάντου, «comprar por un talento».
  - de percepción: ἀκούω τῶν λόγων, «oigo las palabras».
  - compuestos con κατά: καταγελᾶν τίνος, «reírse de alguien».
  - compuestos con otra preposición: ὑπεραλγῶ τῆς πατρίδος, «siento pena de la patria».
- De separación: παύεσθαι μάχης, «cesar en la batalla».
- De ausencia: πόλις κενὴ ἀνδρῶν, «ciudad carente de hombres».
- De comparación: νεώτερος σοῦ, «más joven que tú».
- De causa: θαυμάζω σε τῆς σωφροσύνης, «te admiro por tu moderación».
- Exclamativo: φεῦ τοῦ ἀνδρός, «¡ay del hombre!»
- De tiempo: ἑκάστου ἔτους, «todos los años».
- De espacio: θέουσαι πεδίοιο, «corriendo por la llanura».
- Agente: πρὸς πάντων ἐπονομαζόμενος, «llamado por todo el mundo».
- Absoluto: οὐδενὸς κωλύοντος, «sin que nadie lo impida».

### Dativo
El caso dativo se utiliza principalmente con la función de complemento indirecto y de circunstancial que indique punto exacto en el espacio o el tiempo. Toma asimismo parte de las funciones de los antiguos casos ablativo y locativo. Sigue una lista detallada:
- Complemento indirecto: δώσω σοι τὰς πόλεις, «te daré las ciudades».
- Con verbos:
  - de proximidad: πλησιάζειν αὐτῷ, «acercarse a él».
  - de ira, irritación u hostilidad: πολεμεῖν τοῖς ᾿Αθηναίοις, «luchar contra los atenienses».
  - de compañía o persecución: ἀκολουθεῖν τῷ βασιλεῖ, «seguir al rey».
  - de ayuda o auxilio: βοηθεῖν τοῖς φίλοις, «ayudar a los amigos».
  - de unión, mezcla o relación: ὁμιλεῖν μοι, «tratar conmigo».
  - con terciopersonales: πρέπει μοι οὐκ εἴκειν, «me conviene no ceder.»
- Con adjetivos: 
  - de igualdad: τὰ αὐτὰ Κύρῳ ὅπλα, «las mismas armas que Ciro».
  - de benvolencia u hostilidad: ἐναντίος τῇ γνώμῃ, «contrario a la opinión».
  - de parentesco o comunidad: πράξεις κοιναὶ πᾶσιν, «hechos comunes a todos».
- Con adverbios: ὁμοίως ἐκείνῳ, «igual que aquél».
- Con compuestos de preposición: ἐπιβουλεύειν τῷ δήμῳ, «conspirar contra el pueblo».
- Con sustantivos: ἡ τοῖς φίλοις βοήθεια, «la ayuda a los amigos».
- De interés: πᾶς ἀνὴρ αὑτῷ πονεῖ, «cada hombre trabaja para sí».
- Posesivos: πολλοί μοι φίλοι εἰσίν, «hay muchos amigos para mí [tengo muchos amigos]».
- Ético: βέβηκεν ἡμῖν ὁ ξένος, «se nos ha ido el huésped».
- Agente: πάνθ' ἡμῖν πεποίηται, «todo está hecho por nosotros».
- De relación: τέθνηχ' ἡμῖν πάλαι, «para nosotros hace tiempo que murió».
- Instrumental: ὁρῶμεν τοῖς ὀφθαλμοῖς, «veían con los ojos».
- De causa: τελευτᾶν νόσῳ, «morir por enfermedad».
- De motivo: ἁμαρτάνομεν ἀγνοίᾳ, «nos equivocamos por ignorancia».
- De modo: σιγῇ, «en silencio».
- De punto de vista: ὕστερος τῇ τάξει, «el último por posición».
- De medida: πολλῷ ὕστερον, «mucho después».
- Locativo (estático): Μαραθῶνι, «en Maratón».
- Locativo (dirección): πεδίῳ ἔπεσε, «cayó a tierra».
- De tiempo: τῇδε τῇ νυχτί, «esta noche».

## Artículo
| Caso       | Singular  | Singular | Singular | Plural    | Plural    | Plural    | Dual      |
| Caso       | Masculino | Femenino | Neutro   | Masculino | Femenino  | Neutro    | Común     |
| ---------- | --------- | -------- | -------- | --------- | --------- | --------- | --------- |
| Nominativo | ὁ ho      | ἡ hē     | τό to    | οἱ hoi    | αἱ hai    | τά ta     | τω tō     |
| Acusativo  | τόν ton   | τὴν tēn  | τό to    | τοὺϛ tous | τάϛ tās   | τά ta     | τῶ tō     |
| Genitivo   | τοῦ tou   | τῆϛ tēs  | τοῦ tou  | τῶν tōn   | τῶν tōn   | τῶν tōn   | τοῖν toin |
| Dativo     | τῷ tō     | τῇ tē    | τῷ tō    | τοῖϛ tois | ταῖϛ tais | τοῖϛ tois | τοῖν toin |

- En griego ático y en la koiné, solo existe el artículo definido. No existe el artículo indefinido, aunque en koiné se suple en ocasiones con los pronombres indefinidos.[1]

## Adjetivos
La declinación de los adjetivos es, en realidad, la misma que la de los sustantivos correspondientes a la forma utilizada en cada uno de los géneros. Se enumeran a continuación las diferentes clases de adjetivos con referencia al sustantivo que en cada género sirve de modelo.

### Adjetivos de tres terminaciones
| Tipo | Género | Forma    | Declinación              |
| ---- | ------ | -------- | ------------------------ |
| I    | masc.  | δίκαι-ος | como βίος (2.ª dec.)     |
| I    | fem.   | δικαί-α  | como λύρα (1.ª dec. I)   |
| I    | neutr. | δίκαι-ον | como μέτρον (2.ª dec.)   |
| II   | masc.  | δῆλ-ος   | como βίος                |
| II   | fem.   | δήλ-η    | como τιμή (1.ª dec. III) |
| II   | neutr. | δῆλ-'ον  | como μέτρον              |

Los adjetivos comparativos en -τερος /α /ον y los adjetivos verbales en -τέος /α /ον declinan como el tipo I.

### Adjetivos irregulares
Son irregulares los adjetivos μέγας (grande) y πολύς (mucho), que se declinan de la siguiente manera:
| Número   | Caso | Masculino | Femenino | Neutro   |          | Número | Caso    | Masculino | Femenino | Neutro |
| -------- | ---- | --------- | -------- | -------- | -------- | ------ | ------- | --------- | -------- | ------ |
| Singular | N.   | μέγας     | μεγάλη   | μέγα     | Singular | N.     | πολύς   | πολλή     | πολύ     |        |
| Singular | A.   | μέγαν     | μεγάλην  | μέγα     | Singular | A.     | πολύν   | πολλήν    | πολύ     |        |
| Singular | G.   | μεγάλου   | μεγάλης  | μεγάλου  | Singular | G.     | πολλοῦ  | πολλῆς    | πολλοῦ   |        |
| Singular | D.   | μεγάλῴ    | μεγάλῃ   | μεγάλῳ   | Singular | D.     | πολλῷ   | πολλῇ     | πολλῷ    |        |
| Plural   | N.   | μεγάλοι   | μεγάλαι  | μεγάλα   | Plural   | N.     | πολλοί  | πολλαί    | πολλά    |        |
| Plural   | A.   | μεγάλους  | μεγάλας  | μεγάλα   | Plural   | A.     | πολλούς | πολλάς    | πολλά    |        |
| Plural   | G.   | μεγάλων   | μεγάλων  | μεγάλων  | Plural   | G.     | πολλῶν  | πολλῶν    | πολλῶν   |        |
| Plural   | D.   | μεγάλοις  | μεγάλαις | μεγάλοις | Plural   | D.     | πολλοίς | πολλαίς   | πολλοίς  |        |

## Sustantivos

### Primera declinación
|          | Caso | fem. I tipo | fem. II tipo | fem. III tipo | masc. IV tipo | masc. V tipo |
| -------- | ---- | ----------- | ------------ | ------------- | ------------- | ------------ |
| Singular | N.   | λύρα        | γλῶσσα       | τιμή          | νεανίας       | πολίτης      |
| Singular | V.   | λύρα        | γλῶσσα       | τιμή          | νεανία        | πολῖτα       |
| Singular | A.   | λύραν       | γλῶσσαν      | τιμήν         | νεανίαν       | πολίτην      |
| Singular | G.   | λύρας       | γλώσσης      | τιμῆς         | νεανίου       | πολίτου      |
| Singular | D.   | λύρᾳ        | γλώσσῃ       | τιμῇ          | νεανίᾳ        | πολίτῃ       |
| Plural   | N.   | λύραι       | γλῶσσαι      | τιμαί         | νεανίαι       | πολῖται      |
| Plural   | V.   | λύραι       | γλῶσσαι      | τιμαί         | νεανίαι       | πολῖται      |
| Plural   | A.   | λύρας       | γλώσσας      | τιμάς         | νεανίας       | πολίτας      |
| Plural   | G.   | λυρῶν       | γλωσσῶν      | τιμῶν         | νεανιῶν       | πολιτῶν      |
| Plural   | D.   | λύραις      | γλώσσαις     | τιμαῖς        | νεανίαις      | πολίταις     |

- El I tipo comprende aquellos sustantivos femeninos a cuya -α precede ρ, ι o ε (ej. λύρα). Estos se denominan "alfa pura" porque se mantiene en toda la declinación.
- El II tipo comprende todos aquellos sustantivos femeninos precedidos de σ, σσ, ττ, λλ, ξ, ψ, αιν, ειν, οιν (ej. γλῶσσα). Estos se denominan "alfa impura", porque cambian su α por η en genitivo y dativo (ambos singulares).
- El III tipo comprende el resto de sustantivos femeninos (ej. τιμή).
- El IV tipo comprende los sustantivos masculinos cuyo tema acaba como el I tipo (ej. νεανίας).
- El V tipo comprende el resto de sustantivos masculinos (ej. πολίτης) y, como el IV tipo, tiene -ς en el nominativo y forma el genitivo en -ου.
- El plural es idéntico para todos los tipos de esta flexión.
- Todos los casos llevan el acento en la misma sílaba que el nominativo, excepto el genitivo plural, que tiene circunflejo en la última. En este se diferencia este caso del genitivo plural de muchos sustantivos de la segunda declinación (como λόγος, gen. pl. λόγων).
- El acento circunflejo de la penúltima sílaba se convierte en agudo en los casos en que la última vocal es larga. Del mismo modo, el agudo de la última sílaba es larga pasa a ser circunflejo cuando la última vocal es breve.
- En Homero y el jónico se encuentra -η en el singular I y IV tipo (σοφίη); en el genitivo plural las desinencias -άων, -έων; en el dativo plural -ῃσι, -ῃς. En el V tipo, nominativos en -α (ἱππότα); en el IV y V, genitivo singular en -αο, εω, -ω.
- Se prestan a confusión el genitivo singular y acusativo plural del I tipo, que se suelen distinguir por el artículo, si aparece; y el genitivo singular del IV y V, idéntico al de la segunda declinación.
- En el V tipo se da en ocasiones del vocativo -η (ἀτρείδης).
- Algunos sustantivos conservan -α- en toda la flexión (ej. μνᾶ -ᾶς, χρόα -ας); otros conservan la -η- en todo el singular (ej. χόρη -ης, δέρη -ης, ἔρση -ης).
- Τόλμα, ἔρευνα y δίαιτα siguen el II tipo.
- Esta declinación se corresponde con la primera y quinta del latín.

### Segunda declinación
| Caso | Masc./fem. | Masc./fem. | Masc./fem. | Neutro   | Neutro  | Neutro  |
| Caso | Singular   | Plural     | Dual       | Singular | Plural  | Dual    |
| ---- | ---------- | ---------- | ---------- | -------- | ------- | ------- |
| N.   | βίος       | βίοι       | βίω        | μέτρον   | μέτρα   | μέτρω   |
| V.   | βίε        | βίοι       | βίω        | μέτρον   | μέτρα   | μέτρω   |
| A.   | βίον       | βίους      | βίω        | μέτρον   | μέτρα   | μέτρω   |
| G.   | βίου       | βίων       | βίοιν      | μέτρου   | μέτρων  | μέτροιν |
| D.   | βίῳ        | βίοις      | βίοιν      | μέτρῳ    | μέτροις | μέτροιν |

- El acento se mantiene invariable en todos los casos excepto en las palabras preparoxítonas, que se convierten en paroxítonas cuando la última sílaba es larga (ej. ἄγγελος, ἀγγέλου).
- En Homero y el jónico se encuentra el dativo plural -οισι.
- Esta declinación corresponde a la segunda y cuarta del latín.

### Tercera declinación
Generalmente aplican las siguientes terminaciones:
|            | Singular                          | Plural |
| ---------- | --------------------------------- | ------ |
| Nominativo | -ς / -tema con alargamiento       | -ες    |
| Vocativo   | -igual al nominativo / -tema puro | -ες    |
| Acusativo  | -α/-ν                             | -ας    |
| Genitivo   | -ος                               | -ων    |
| Dativo     | -ι                                | -σι(ν) |

#### Nominativo sigmático
Incluye sustantivos de género masculino y femenino:
| Número   | Caso | Oclusivas | Oclusivas | Oclusivas | Temas en -ντ | Temas en líquida | Temas en nasal |
| Número   | Caso | Gutural   | Labial    | Dental    | Temas en -ντ | Temas en líquida | Temas en nasal |
| -------- | ---- | --------- | --------- | --------- | ------------ | ---------------- | -------------- |
| Singular | N.   | φύλαξ     | φλέψ      | λαμπάς    | λυθείς       | ἄλς              | ρίς            |
| Singular | V.   | φύλαξ     | φλέψ      | λαμπάς    | λυθείς       | ἄλς              | ρίς            |
| Singular | A.   | φύλακα    | φλέβα     | λαμπάδα   | λυθέντα      | ἃλα              | ρῖνα           |
| Singular | G.   | φύλακος   | φλέβος    | λαμπάδος  | λυθέντος     | ἁλός             | ρινός          |
| Singular | D.   | φύλακι    | φλεβί     | λαμπάδι   | λυθέντι      | ἁλί              | ρινί           |
| Plural   | N.   | φύλακες   | φλέβες    | λαμπάδες  | λυθέντες     | ἃλες             | ρῖνες          |
| Plural   | V.   | φύλακες   | φλέβες    | λαμπάδες  | λυθέντες     | ἃλες             | ρῖνες          |
| Plural   | A.   | φύλακας   | φλέβας    | λαμπάδας  | λυθέντας     | ἃλας             | ρῖνας          |
| Plural   | G.   | φύλακων   | φλέβων    | λαμπάδων  | λυθέντων     | ἁλῶν             | ρινῶν          |
| Plural   | D.   | φύλαξι    | φλεψί     | λαμπάσι   | λυθεῖσι      | ἁλσί             | ρισί           |

- En los temas en oclusiva, ésta se combina con la -ς del nominativo y vocativo singular y del dativo plural de la siguiente manera:
  - γ / κ / χ = -ξ
  - β / π / φ = -ψ
  - δ / τ / θ = -ς

Así pues: φυλακ-ς = φύλαξ; μαστιγ-ς = μάστιξ; βηχ-ς = βήξ; γυπ-ς = γύψ; φλεβ-ς = φλέψ; κατηλιφ-ς = κατῆλιψ; ἐσθητ-ς = ἐσθής; λαμπαδ-ς = λαμπάς; κορυθ-ς = κόρυς.
- Los temas en -ντ pierden la terminación delante de -ς en el nominativo y vocativo singular y en el dativo plural, alargando por compensación la vocal precedente: λυθεντ-ς = λυθείς; διδοντ-ς = διδούς; ἱσταντ-ς = ἱστάς; δεικνυντ-ς = δεικνύς.
- Los temas en nasal la pierden delante de -ς: ριν-ς = ρίς. Alarga la vocal por compensación: ἑν-ς = εἷς.
- En algunos temas en dental no aparece la ς en el vocativo: παῖς, voc. παῖ.
- En los temas monosilábicos de esta declinación se acentúan en la última sílaba el genitivo y el dativo, y en la primera el resto de casos: φλεβός, gen. φλέβα ac. En cambio βάς tiene el genitivo βάντος; ὤν, ὄντος; πᾶς el genitivo plural πάντων; παῖς el genitivo plural παίδων.
- El tema en dental ποδ- presenta un nominativo anómalo ποῦς en ático. El dativo plural homérico es πόδεσσι o ποσσί.
- Los temas en -κτ, νυκτ- y ἀνακτ- no muestran la τ. El tema en -ρτ δαμαρτ- queda reducido a δάμαρ en nominativo.
- Los neutros no toman ς en nominativo singular y adoptan la desinencia -α en nominativo, vocativo y acusativo plural. Así pues: σῶμα, -ατος en plural σώματα (el nominativo ha perdido la τ final); λυθέν, -έντος, plural λυθέντα; γάλα, -ακτος (pierde la -κτ final en nominativo); ἓν, -ἑνός (neutro de εἷς, que no tiene plural); πᾶν, παντός (pierde la τ en nominativo). Φῶς, φωτός, πέρας, -ατος; κέρας, -ατος, etc. se declinan como σῶμα.

#### Nominativo asigmático
Incluye sustantivos de género masculino y femenino:
| Número   | Caso   | Temas en líquida | Temas en líquida | Temas en nasal  | Temas en nasal  | Temas en -ντ |
| Número   | Caso   | Con vocal larga  | Con alternancia  | Con vocal larga | Con alternancia | Temas en -ντ |
| -------- | ------ | ---------------- | ---------------- | --------------- | --------------- | ------------ |
| Singular | N.     | θήρ              | ρήτωρ            | ἀγών            | ἡγεμών          | γέρων        |
| Singular | V.     | θήρ              | ρῆτορ            | ἀγών            | ἡγεμών          | γέρων        |
| Singular | A.     | θῆρα             | ρήτορα           | ἀγῶνα           | ἡγεμόνα         | γέροντα      |
| Singular | G.     | θηρός            | ρήτορος          | ἀγῶνος          | ἡγεμόνος        | γέροντος     |
| Singular | D.     | θηρί             | ρήτορι           | ἀγῶνι           | ἡγεμόνι         | γέροντι      |
| Plural   | N.     | θῆρες            | ρήτορες          | ἀγῶνες          | ἡγεμόνες        | γέροντες     |
| Plural   | V.     | θῆρες            | ρήτορες          | ἀγῶνες          | ἡγεμόνες        | γέροντες     |
| Plural   | A.     | θῆρας            | ρήτορας          | ἀγῶνας          | ἡγεμόνας        | γέροντας     |
| Plural   | G.     | θηρῶν            | ρήτορων          | ἀγώνων          | ἡγεμόνων        | γερόντων     |
| Plural   | D.     | θηρσί            | ρήτορσι          | ἀγῶσι           | ἡγεμόσι         | γέρουσι      |
| Dual     | N/V/A. | θῆρε             | ρήτορε           | ἀγῶνε           | ἡγεμόνε         | γέροντε      |
| Dual     | G/D.   | θηροῖν           | ρητόροιν         | ἀγώνοιν         | ἡγεμόνοιν       | γερόντοιν    |

- En los temas con alternancia aparece la vocal larga del tema en nominativo singular (ρήτωρ, ἡγεμών) y la breve en el resto de los casos (ρήτορος, ἡγεμόνος). En los que tienen acentuada la última sílaba (como ἡγεμών) y los participios (λύων), el vocativo es igual al nominativo.
- Los temas en -ντ pierden la τ en nominativo y vocativo singular.
- En dativo plural de los temas en -ντ, la vocal del tema se alarga por compensación al desaparecer el grupo ντ (γεροντσι = γέρουσι). La ν desaparece en los temas en nasal (ἀγωνσι = ἀγῶσι).
- Los temas neutros tienen vocal breve en nominativo y vocativo singular y α en nominativo, acusativo y vocativo plural (εὒδαιμον, -ονος, νέκταρ, -αρος).
- Σωτήρ, tema con vocal larga, tiene como excepción el vocativo σῶτερ.

#### Temas en -υ y -ευ
Incluye sustantivos de género masculino, femenino y neutro:
| Número   | Caso   | Masculinos y femeninos | Masculinos y femeninos | Masculinos y femeninos | Masculinos y femeninos | Neutros         | Neutros         |
| Número   | Caso   | I tipo                 | II tipo                | III tipo               | IV tipo                | I tipo          | II tipo         |
| -------- | ------ | ---------------------- | ---------------------- | ---------------------- | ---------------------- | --------------- | --------------- |
| Singular | N.     | σῦς                    | γλυκύς                 | βασιλεύς               | πέλεκυς                | γλυκύ           | ἄστυ            |
| Singular | V.     | σῦ                     | γλυκύ                  | βασιλεῦ                | πέλεκυ                 | γλυκύ           | ἄστυ            |
| Singular | A.     | σῦν                    | γλυκύν                 | βασιλέα / βασιλῆ       | πέλεκυν                | γλυκύ           | ἄστυ            |
| Singular | G.     | συός                   | γλυκέος                | βασιλέως               | πελέκεως               | γλυκέος         | ἄστεως / ἄστεος |
| Singular | D.     | συί                    | γλυκεῖ / γλυκέϊ        | βασιλεῖ / βασιλέϊ      | πελέκει                | γλυκεῖ / γλυκέϊ | ἄστει / ἄστεϊ   |
| Plural   | N.     | σύες                   | γλυκεῖς                | βασιλεῖς / βασιλῆς     | πελέκεις               | γλυκέα          | ἄστη / ἄστεα    |
| Plural   | V.     | σύες                   | γλυκεῖς                | βασιλεῖς / βασιλῆς     | πελέκεις               | γλυκέα          | ἄστη / ἄστεα    |
| Plural   | A.     | σύας / σῦς             | γλυκεῖς                | βασιλέας / βασιλεῖς    | πελέκεις / πελέκεας    | γλυκέα          | ἄστη / ἄστεα    |
| Plural   | G.     | συῶν                   | γλυκέων                | βασιλέων               | πελέκεων               | γλυκέων         | ἄστεων          |
| Plural   | D.     | συσί                   | γλυκέσι                | βασιλεῦσι              | πελέκεσι               | γλυκέσι         | ἄστεσι          |
| Dual     | N/V/A. | σύε                    | γλυκέε                 | βασιλέε / βασιλῆ       | πελέκει                | γλυκέε          | ἄστει           |
| Dual     | G/D.   | συοῖν                  | γλυκέοιν               | βασιλέοιν              | πελέκοιν               | γλυκέοιν        | ἀστέοιν         |

- El I tipo no tiene ε en el tema en toda la flexión. La desinencia de acusativo es paralela a la hay en χάρις, por ejemplo.
- En el resto de los tipos alternan los genitivos en -ος y -ως, más propio del dialecto ático.
- En el III tipo aparece la desinencia general de acusativo singular -α.
- El nominativo plural del II y IV tipo procede de la contracción ε + ε (γλυκέες = γλυκεῖς).
- El acusativo plural de II y V tipo es igual al nominativo.
- Los neutros toman α en el plural como regla general. El II tipo contrae ε + α en η.
- En algunos dialectos aparece η en el tema del III tipo (genitivo βασιλῆος).
- Δόρυ (neutro) y γόνυ siguen la flexión de σῶμα (plural δόρατα, δούρατα en dialecto jónico).
- Ζεύς tiene flexión especial (voc. Ζεῦ, ac. Δία, gen. Διός, dat. Διί). También se puede encontrar el genitivo Ζηνός, dativo Ζηνί, acusativo Ζῆνα y Ζῆν.

#### Temas en -ι y -ει
Incluye sustantivos de género masculino y femenino:
|      | Singular | Singular | Plural | Plural  | Dual   | Dual    |
| Caso | I tipo   | II tipo  | I tipo | II tipo | I tipo | II tipo |
| ---- | -------- | -------- | ------ | ------- | ------ | ------- |
| N.   | οἶς      | πόλις    | οἶες   | πόλεις  | οἶε    | πόλεε   |
| V.   | οἶ       | πόλι     | οἶες   | πόλεις  | οἶε    | πόλεε   |
| A.   | οἶν      | πόλιν    | οἶς    | πόλεις  | οἶε    | πόλεε   |
| G.   | οἰός     | πόλεως   | οἰῶν   | πόλεων  | οἰοῖν  | πόλεοιν |
| D.   | οἰί      | πόλει    | οἰσί   | πόλεσι  | οἰοῖν  | πόλεοιν |

- Existen algunos neutros de II tipo de esta flexión, como σίναπι, -εως.
- Los dialectos mantienen la ι sin ε del I tipo en el II (gen. πόλιος, dat. πόλι, nom. pl. πόλιες, gen. pl. πολίων, dat. pl. πόλισι, ac. pl. πόλιας), o generalizan la η en el tema (gen. πόληος, dat. πόληι, nom. pl. πόληες, ac. pl. πόληας); en este último caso la desinencia de acusativo singular es -α (πόληα).
- En algunos dialectos se encuentra ὄϊς por οἶς, con gen. ὄϊος (dat. pl. ὀΐεσσι, ὄεσσι).

#### Temas en diptongo
Incluye sustantivos de género masculino y femenino:
|      | Singular | Singular | Plural | Plural | Dual   | Dual   |
| Caso | En -αυ   | En -ου   | En -αυ | En -ου | En -αυ | En -ου |
| ---- | -------- | -------- | ------ | ------ | ------ | ------ |
| N.   | γραῦς    | βοῦς     | γρᾶες  | βόες   | γρᾶε   | βόε    |
| V.   | γραῦ     | βοῦ      | γρᾶες  | βόες   | γρᾶε   | βόε    |
| A.   | γραῦν    | βοῦν     | γραῦς  | βοῦς   | γρᾶε   | βόε    |
| G.   | γραός    | βοός     | γραῶν  | βοῶν   | γραοῖν | βοοῖν  |
| D.   | γραΐ     | βοΐ      | γραυσί | βουσί  | γραοῖν | βοοῖν  |

- Los diptongos αυ y ου a final de tema dan lugar a esta flexión.
- En Homero se encuentra γρηῦς por γραῦς, es decir, declina con la vocal larga η.
- También son homéricos el acusativo plural βόας y el dativo plural βόεσσι, de βοῦς.
- Ναῦς admite dos flexiones: gen. νεώς, dat. νηί, ac. ναῦν, voc. ναῦ, nom. y voc. pl. νῆες, gen. pl. νεῶν, dat. pl. ναυσί, ac. pl. ναῦς o bien (en jónico y homérico): nom. νηῦς, gen. νηός, dat. νηί, ac. νῆα, nom. pl. νῆες o νέες, gen. pl. νηῶν, dat. pl. νηυσί, νέεσσι o νήεσσι, ac. pl. νῆας.

#### Temas en -ω
Incluye sustantivos de género masculino y femenino:
| Casos | Masculino | Masculino | Masculino   | Femenino |
| Casos | Singular  | Plural    | Dual        | Femenino |
| ----- | --------- | --------- | ----------- | -------- |
| N.    | ἥρως      | ἥρωες *** | ἥρωε        | πειθώ    |
| V.    | ἥρως      | ἥρωες *** | ἥρωε        | πειθοῖ   |
| A.    | ἥρωα*     | ἥρωας *** | ἥρωε        | πειθώ    |
| G.    | ἥρωος*    | ἡρώων     | ἡρώοιν **** | πειθοῦς  |
| D.    | ἥρωι **   | ἥρωσι     | ἡρώοιν **** | πειθοῖ   |

- * o ἥρω
- ** o ἥρῴ
- *** o ἥρως
- **** o ἥρῴν
- Como puede verse, tiene formas también de la declinación ática.
- Εἰκών y ἀηδών, temas en ν, tienen formas de esta flexión (gen. εἰκοῦς, ac. εἰκώ, gen. ἀηδοῦς, voc. ἀηδοῖ).

#### Temas en -ς
Incluye sustantivos de género masculino, femenino y neutro:
| Número   | Casos  | Masc. y fem.  | Femeninos | Neutros | Neutros       | Neutros         |
| Número   | Casos  | Masc. y fem.  | Femeninos | En ας   | En ες         | Con alternancia |
| -------- | ------ | ------------- | --------- | ------- | ------------- | --------------- |
| Singular | N.     | τριήρης       | αἰδώς     | κέρας   | εὐγενές       | γένος           |
| Singular | V.     | τριήρες       | αἰδώς     | κέρας   | εὐγενές       | γένος           |
| Singular | A.     | τριήρη/εα     | αἰδῶ      | κέρας   | εὐγενές       | γένος           |
| Singular | G.     | τριήρους/εος  | αἰδοῦς    | κέρως   | εὐγενοῦς/έος  | γένους/εος      |
| Singular | D.     | τριήρει       | αἰδοῖ     | κέρᾳ    | εὐγενεῖ       | γένει           |
| Plural   | N.     | τριήρεις/εες  |           | κέρα    | εὐγενῆ/έα     | γένη/εα         |
| Plural   | V.     | τριήρεις/εες  |           | κέρα    | εὐγενῆ/έα     | γένη/εα         |
| Plural   | A.     | τριήρεις      | No tiene  | κέρα    | εὐγενῆ/έα     | γένη/εα         |
| Plural   | G.     | τριήρων/εων   |           | κέρῶν   | εὐγενῶν/έων   | γένῶν/έων       |
| Plural   | D.     | τριήρεσι      |           | κέρασι  | εὐγενέσι      | γένεσι          |
| Dual     | N.A.V. | τριήρει/εες   | No tiene  | κέρα    | εὐγενεῖ       | γένει           |
| Dual     | G.D.   | τριήροιν/εοιν |           | κερῷν   | εὐγενοῖν/έοιν | γένοῖν/έοιν     |

- En algunos dialectos suelen encontrarse las formas no contractas, mostradas tras la barra (/).
- La ς, por caída intervocálica, aparece sólo en algunos casos.
- Los neutros tienen alternancia temática de ε (γένεσι) o (γένος).
- Los neutros toman α en el nom., voc. y ac. pl., que se contrae en η o ᾶ.
- El acusativo plural τριέρεις es influencia del nominativo.
- El genitivo γένους se puede confundir fácilmente con un ac. pl. de la 2.ª declinación.
- Κέρας sigue en ocasiones la flexión de σῶμα (gen. κέρατος, nom. pl. κέρατα). Otros neutros cambian la α del tema por ε y siguen la flexión de γένος (οὗδας, -εος). Otros conservan la α sin contraer (γῆρας, -αος). De los neutros con alternancia se encuentran en Homero genitivos en -ευς (contracción jónica de ε + ο) como θάρσευς y dativos plurales en -εσσι (βέλεσσι).
- En los masculinos y femeninos el acusativo singular es, tras vocal temática, α (contracción de ε + α). Así: ἐνδεής, ac. ἐνδεᾶ; ὑγιής, ὑγιᾶ. Así mismo, los neutros χρέος y κλέος tiene el nom. y ac. pl. χρέα y κλέα.
- Después de ε en el tema, sobre todo en nombres propios, se produce doble contracción. Así, el tema Περικλεεσ-:
  - N. Περικλῆς, V. Περίκλεις, A. Περικλέα, G. Περικλέους, D. Περικλεῖ.
- Algunos nombres propios masculinos toman desinencias de la 1.ª declinación: Σωκράτης, ac. Σωκράτην o Σωκράτη.
- En el dialecto épico se mantiene, en nombres propios, la η a lo largo de toda la flexión: ῾Ηρακλῆς, gen. ῾Ηρακλῆος, etc.

## Pronombres

### Pronombres personales
Las formas del pronombre personal entre paréntesis son dialectales:
| Número   | Caso | 1ª persona                       | 2ª persona                               | 3ª persona                  |
| -------- | ---- | -------------------------------- | ---------------------------------------- | --------------------------- |
| Singular | N.   | ἐγώ (ἐγών)                       | σύ (τύνη)                                |                             |
| Singular | A.   | ἐμέ / με                         | σέ / σε                                  | ἕ / ἑ (ἑέ)                  |
| Singular | G.   | ἐμοῦ / μου (ἐμεῦ, ἐμεῖο, ἐμέθεν) | σοῦ / σου (σέο, σευ, σεῖο, σέθεν, τεοῖο) | οὗ / οὑ (ἕο, εὑ, εἷο, ἕθεν) |
| Singular | D.   | ἐμοί / μοι                       | σοί / σοι (τοι, τεΐν)                    | οἷ / οἱ (ἑοῖ)               |
| Plural   | N.   | ἡμεῖς (ἄμμες, ἡμέες)             | ὑμεῖς (ὑμέες, ὔμμες)                     | σφεῖς                       |
| Plural   | A.   | ἡμᾶς (ἡμέας, ἄμμε)               | ὑμᾶς (ὑμέας, ὔμμε)                       | σφᾶς (σφέας, σφεῖας)        |
| Plural   | G.   | ἡμῶν (ἡμέων ἡμείων)              | ὑμῶν (ὑμέων, ὑμείων)                     | σφῶν (σφέων, σφείων)        |
| Plural   | D.   | ἡμῖν (ἄμμι)                      | ὑμῖν (ὔμμι)                              | σφίσι / σφισι (σφι)         |

- Cabe remarcar la diferencia entre formas tónicas enfáticas y átonas no enfáticas en el singular y el dativo plural de la 3.ª persona.

### Pronombres reflexivos
- La 1.ª persona tiene también un reflexivo ἐμαυτοῦ (como βίος, τιμή) en singular y ἡμῶν αὐτῶν (con formas de αὐτός) en el plural.
- La 2.ª persona tiene un reflexivo σεαυτοῦ o σαυτοῦ, declinado como el de la primera persona.
- El paradigma de la 3.ª persona reseñado en la tabla anterior se emplea en ático como reflexivo indirecto, es decir, referido al sujeto de la oración principal. En el uso no reflexivo se utiliza, también en ático, οὖτος o ἐκεῖνος para el nominativo (singular y plural) y αὐτοῦ para los demás casos.
- Existe asimismo un reflexivo directo de 3.ª persona: ἑαυτοῦ o αὑτοῦ declinado en singular como ἐμαυτοῦ pero con el neutro ἑαυτό o αὑτό. En plural hay tres tipos de flexión: ἑαυτῶν, ἑαυτοῖς, etc.; αυτῶν, αυτοῖς, etc. y σφῶν αυτῶν, etc.

| Caso | Singular | Singular | Singular | Plural | Plural | Plural | Dual   |
| Caso | Masc.    | Fem.     | Neut.    | Masc.  | Fem.   | Neut.  | Común  |
| ---- | -------- | -------- | -------- | ------ | ------ | ------ | ------ |
| N.   | αὐτός    | αὐτή     | αὐτό     | αὐτοί  | αὐταί  | αὐτά   | αὐτώ   |
| A.   | αὐτόν    | αὐτήν    | αὐτό     | αὐτούς | αὐτάς  | αὐτά   | αὐτώ   |
| G.   | αὐτοῦ    | αὐτῆς    | αὐτοῦ    | αὐτῶν  | αὐτῶν  | αὐτῶν  | αὐτοῖν |
| D.   | αὐτῷ     | αὐτῇ     | αὐτῷ     | αὐτοῖς | αὐταῖς | αὐτοῖς | αὐτοῖν |

### Pronombres posesivos
- Posesivos no reflexivos y no enfáticos: el genitivo de los pronombres personales y el de αὐτός para la 3.ª persona.
- Posesivos no reflexivos y enfáticos: ἐμός /ή /όν (1.ª sing.), σός /ή /όν (2.ª sing.), ἡμέτερος /α /ον (1.ª pl.), ὑμέτερος /α /ον (2.ª pl.). Para la 3.ª persona (singular y plural) se utiliza el genitivo de οὗτος o ἐκεῖνος.
- Posesivos reflexivos y no enfáticos: Para la 1.ª y 2.ª persona los mismos que en el caso anterior; para la 3.ª ἑαυτοῦ (sing.) y ἑαυτῶν o σφέτερος /α /ον (plural).
- Posesivos reflexivos y enfáticos: ἐμαυτοῦ (1.ª sing.), σεαυτοῦ (2.ª sing.), ἑαυτοῦ (3.ª sing.), ἡμῶν αὐτῶν o ἡμέτερος αὐτῶν (1.ª pl.), ὑμῶν αὐτῶν o ὑμέτερος αὐτῶν (2.ª pl.), ἑαυτῶν, σφῶν αὐτῶν o σφέτερος αὐτῶν (3.ª pl.).

### Pronombres interrogativos e indefinidos
El pronombre interrogativo τίς, τί («qué»), así como el indefinido de la misma forma, pero enclítico, se declinan como ρίς, ρινός el masc. y como ἕν, ἑνός el neutro. El indefinido neutro puede ser ἄττα en nominativo y acusativo.
El pronombre indefinido ἄλλος /η /ο («otro») se declina como el adjetivo de tres terminaciones δῆλος /η /ον.

### Pronombres demostrativos
- El pronombre demostrativo ὅδε, ἥδε, τόδε («este») se declina como el artículo definido más -δε.
- El pronombre demostrativo οὗτος, αὕτη, τοῦτο («ese») se declina del modo siguiente:[nota 2]

| Número   | Caso | Masc.   | Fem.    | Neut.   |
| -------- | ---- | ------- | ------- | ------- |
| Singular | N.   | οὗτος   | αὕτη    | τοῦτο   |
| Singular | A.   | τοῦτον  | ταύτην  | τοῦτο   |
| Singular | G.   | τούτου  | ταύτης  | τούτου  |
| Singular | D.   | τούτῳ   | ταύτῃ   | τούτῳ   |
| Plural   | N.   | οὗτοι   | αὗται   | ταῦτα   |
| Plural   | A.   | τούτους | ταύτας  | ταῦτα   |
| Plural   | G.   | τούτων  | τούτων  | τούτων  |
| Plural   | D.   | τούτοις | ταύταις | τούτοις |
| Dual     | N.A. | τούτω   | ταύτα   | τούτω   |
| Dual     | G.D. | τούτοιν | ταύταιν | τούτοιν |

- El pronombre demostrativo ἐκεῖνος /η /ο («aquel») se declina como el adjetivo de tres terminaciones δῆλος /η /ον.

### Pronombres relativos
El pronombre relativo ὅς, ἥ, ὅ («que, el que») se declina con las mismas desinecias que el adjetivo de tres terminaciones δῆλος /η /ον, siempre con espíritu áspero.

### Pronombres recíprocos
El pronombre recíproco ἀλλήλων se declina como el plural de δῆλος /η /ον. El acusativo plural neutro es ἄλληλα.